# Mattias Bulun
Mattias Bulun, född 17 juli 1983 i Angered, Göteborg, är en svensk fotbollsspelare. Han har tidigare bland annat spelat fyra säsonger i Superettan för klubbarna Qviding FIF, Assyriska FF och Ljungskile SK. Han spelar främst som mittfältare. 
Bulun har även spelat för Örebro Futsal Club och IFK Uddevalla Futsal i Svenska Futsalligan.

## Karriär
Buluns moderklubb är IF Stendy. Han spelade sedan för Gunnilse IS. Därefter blev det spel i Superettan med Assyriska FF (2006) och Ljungskile SK (2007). I november 2007 värvades han av Qviding FIF, vilket var klubbens tredje nyförvärv från Ljungskile efter att Jon Stockhaus och Mathias Gravem redan värvats. Han skrev 2009 på för turkiska Orduspor, men bröt kontraktet dagen efter på grund av familjeskäl. I slutet av februari 2010 återvände han till Gunnilse i division 2, vilka han skrev på ett ettårskontrakt med. Inför säsongen 2011 skrev han på för Syrianska IF Kerburan.
Syrianska åkte ur Division 1 Norra 2012 och Bulun valde att leta efter en ny klubb. I februari 2013 blev han klar för tidigare seriekonkurrenten BK Forward. Den 1 januari 2014 meddelade Forward att Bulun förlängt sitt kontrakt med klubben över säsongen 2014. Inför säsongen 2015 skrev han på för division 2-nykomlingen Örebro Syrianska IF.
I juli 2016 blev Bulun klar för spel i division 4-klubben Syrianska Eskilstuna IF. Våren 2017 spelade han för division 5-klubben FC Assyriska, men återvände inför höstsäsongen till Syrianska Eskilstuna IF. 2019 spelade Bulun två matcher och gjorde lika många mål för FK Örebro i Division 6. Säsongen 2020 spelade han två matcher för Nova FC i Division 7.

### Webbkällor
- Mattias Bulun på Svenska Fotbollförbundets webbplats
- Mattias Bulun på elitefootball